# گالری گلستان
گالری گلستان نگارخانه‌ای در تهران و از مشهورترین فضاهای نمایشِ آثارِ تجسّمی در ایران بود که از ۱۳۶۷ تا ۱۴۰۲ به مدت ۳۵ سال در شمالِ تهران فعالیت می‌کرد. 
لیلی گلستان، نویسنده، مترجم و نگارخانه‌دار، در سال ۱۳۶۷، این نگارخانه را با نمایش آثاری از سهراب سپهری، در بخشی از منزل خود در خیابان دروس افتتاح کرد.
گلستان پس از تعطیلی این نگارخانه در سال ۱۴۰۲  اعلام کرد نمایشگاه‌های این گالری فقط به صورتِ اینترنتی برگزار خواهد شد. این نگارخانه پیش از تعطیلی دائم، از اسفند ۱۳۹۸ به‌دلیل دنیاگیری کووید-۱۹ در ایران بسته بود و فقط به شکل آنلاین آثار را به نمایش می‌گذاشت. در آبان ۱۴۰۰ با نمایش آثاری از محمد احصایی، نقاش و خوشنویس ایرانی، بازگشایی شد و بعد از آن هم چند نمایشگاه دیگر به شکل حضوری در آن برپا شد.